# Lilli Beck (Schriftstellerin)
Lilli Beck (* 1950 als Gisela Bock in Neustadt an der Waldnaab) ist eine deutsche Schriftstellerin.

## Leben
Becks Lebensweg führte vom mittellosen Kind zum bekannten Modell und Pin-up-Girl der 70er Jahre bis hin zur erfolgreichen Autorin. Kurz nach ihrer Geburt verzog die Familie nach Weiden in der Oberpfalz. Nach der Schulzeit erlernte Beck den Beruf der Großhandelskauffrau. 1968 verzog sie nach München und arbeitete u. a. für die Frauenzeitschrift Brigitte. Sie tauchte dort in das Hippie-Leben der Großstadt ein und gründete Anfang der 1970er-Jahre eine Kommune. In der Diskothek „Blow up“ wurde sie von einer Modelagentin entdeckt. Es folgten einige Jahre Aufenthalte in Paris, Reisen und Foto-Shootings. Sie war Vorlage für die Pirelli-Kühlerfigur und Covergirl auf der Platte „Mit Pfefferminz bin ich dein Prinz“ von Marius Müller-Westernhagen. Sie absolvierte ein Schauspielstudium, wurde Cutterin und bekam erste TV- und Filmrollen. Angespornt durch die intensive Arbeit mit Texten begann sie zu schreiben und arbeitet seit 2000 als Schriftstellerin. Seit 2002 erschienen ihre ersten Kurzkrimis. Seit 2008 veröffentlichte sie, teils unter Pseudonymen (Annette Bluhm, Lilli Marbach), regelmäßig neue Romane und Satiren.
Lilli Beck lebt in München und hat eine Tochter.

## Werke
- Reich heiraten! oder wie ich mit 58 meine Hippie-Ideale über Bord warf, Reinbek bei Hamburg (Rowohlt-Taschenbuch-Verlag), 2008, ISBN 978-3-499-24675-3
- Chili und Schokolade, Köln (Editionnova GmbH), 2009, ISBN 978-3-499-25208-2
- Couchgeflüster (als Mira Becker), Reinbek (Rowohlt Verlag), 2010, ISBN 978-3-499-25386-7
- Sie haben sich aber gut gehalten!, Reinbek (Rowohlt Verlag), 2011, ISBN 978-3-499-25620-2
- Liebe auf den letzten Blick, Rheda-Wiedenbrück (RM-Buchund-Medien-Vertrieb), 2012, ISBN 978-3-7466-2796-0
- Liebe verlernt man nicht, Rheda-Wiedenbrück (RM-Buchund-Medien-Vertrieb), 2013, ISBN 978-3-7466-2946-9
- Die hässlichste Tanne der Welt (als Annette Bluhm), Reinbek bei Hamburg (Rowohlt-Taschenbuch-Verlag), 2013, ISBN 978-3-499-22775-2
- Geld oder Liebe, Berlin (Aufbau-Taschenbuch), 2014, ISBN 978-3-7466-3027-4
- Glück und Glas, München (Blanvalet), 2015, ISBN 978-3-7341-0470-1
- Wie der Wind und das Meer, München (Blanvalet), 2017, ISBN 978-3-7341-0681-1
- Mehr als tausend Worte, München (Blanvalet), 2019, ISBN 978-3-7645-0650-6
- Das Beste wartet noch auf dich (als Lilli Marbach), München (Blanvalet), 2020, ISBN 978-3-7341-0804-4
- Wenn die Hoffnung erwacht, München (Blanvalet), 2021, ISBN 978-3-7645-0744-2
- Die Schwestern vom See – Neue Wege, München (Blanvalet), 2023, ISBN 978-3-7341-1085-6
- Die Farben unserer Träume, München (Blanvalet), 2023, ISBN 978-3-7645-0822-7